# Перестиани, Иван Николаевич
Ива́н Никола́евич Перестиа́ни (груз. ივანე პერესტიანი) (13 апреля 1870, Таганрог, область Войска Донского — 14 мая 1959, Москва) — русский и советский актёр, кинорежиссёр и сценарист, педагог. Народный артист Грузинской ССР (1949).

## Биография
Родился 13 апреля 1870 года в Таганроге в семье Николая Перестиани, коллежского асессора, служившего на таможне и в таганрогском отделении госбанка.
С 1886 года выступал на сцене Таганрогского театра под псевдонимом «Иван Неведомов», впоследствии работал как актёр и режиссёр в нескольких передвижных провинциальных театрах. В 1916 году, уже имея 30-летний опыт театральной работы, был приглашён режиссёром в Московский театр «Аквариум». В том же году дебютировал в кино у Евгения Бауэра.
16 февраля 1916 года — памятный день в моей жизни. Это день моего первого появления перед кинокамерой в качестве актёра. Я смутно помню волнение и страх, охватившие меня в утро этого памятного дня, и многие из тяжёлых размышлений, терзавших меня всю первую половину дня вплоть до начала съёмки, бывшей, как я понял впоследствии, ещё одной пробой моих актёрских качеств…
Вскоре Перестиани, продолжая сниматься, попробовал себя в качестве сценариста и режиссёра немого кино. Летом 1917 году в Крыму и Сочи он поставил для студии «Биофильм» несколько картин, которые доснимались в интерьерах уже в Москве. Сотрудничал с частными студиями, поставил для них ещё десяток фильмов. Получил приглашение от шведской киностудии «Эфа», однако, вдохновлённый революционными преобразованиями, остался в России и начал ставить агитационные фильмы.
В 1920 году Перестиани уехал в Грузию, где снял первый в истории грузинский фильм «Арсен Джорджиашвили» («Убийство генерала Грязнова»), в котором также исполнил одну из второстепенных ролей. Кроме кинорежиссёрской работы преподавал в учебной студии для молодых кинематографистов. В 1923 году он начал работу над фильмом «Красные дьяволята», который стал одним из самых знаменитых и часто цитируемых произведений советского приключенческого немого кино. В 1926 году Перестиани снял несколько продолжений этого фильма — «Преступление княжны Ширванской», «Наказание княжны Ширванской», «Иллан Дилли» и «Савур-могила».
В 1928 году Перестиани был приглашён работать режиссёром на Одесскую киностудию ВУФКУ, в 1929 году перешёл на киностудию «Арменкино». С 1932 года — актёр и преподаватель  Тифлисского театрального института и Школы киноактёра при Тифлисской киностудии, консультант сценарного отдела. Одновременно с этим продолжал сниматься в фильмах на «Арменкино» и Тифлисской киностудии.
Оставил книгу мемуаров, выпущенную издательством «Искусство» посмертно (1962).
Иван Перестиани скончался 14 мая 1959 года в Москве. Похоронен на Новодевичьем кладбище.

## Фильмография

### Актёр
- 1916 — Вечно лишь то, что утрачено — Виктор Муров
- 1916 — Возмездие — граф Запольский
- 1916 — Гриф старого борца — Карло де-Милано, бывший борец
- 1916 — Жизнь за жизнь — Журов, коммерсант
- 1916 — Жизнь, побеждённая смертью — Алексей
- 1916 — Колдунья — Казимир Тыснянский, графский лесничий
- 1916 — О, если б мог выразить в звуках… — барон, муж Анны
- 1916 — О, женщины… — муж Виржини
- 1916 — Сказка синего моря — Павел
- 1916 — Смерч любовный — формовщик Филипп
- 1916 — Умирающий лебедь — друг Глинского
- 1916 — Человеческие бездны — инженер Немов
- 1916 — Шахматы жизни
- 1916 — Ямщик, не гони лошадей — Пётр Николаевич Забродин, провинциальный помещик
- 1917 — Заколдованный круг — Запольский
- 1917 — Когда цветёт сирень — Каспар
- 1917 — Карьера жандармского ротмистра Позёмкова
- 1917 — Поединок любви
- 1917 — Портрет министра
- 1917 — Распятая на кресте любви — Опалов, присяжный поверенный
- 1917 — Революционер — «дедушка», старый революционер
- 1918 — 37-й № каторжной тюрьмы — Николай Скарбеджи, 37-й номер каторжной тюрьмы
- 1918 — Дело помещика Бродова
- 1918 — Ева — Платон, брат Леонида, писатель
- 1918 — Жертва вечерняя — Шахалов
- 1918 — Клятвой спаянные — Музо Калабрези, отец Нери
- 1918 — Любовь… ненависть… смерть… — Нед Смит, управляющий фабрикой
- 1918 — Ночевала тучка золотая — Пасекин, владелец усадьбы
- 1918 — Позор дома Орловых
- 1918 — Сказка весеннего ветра — Пётр Николаевич Шелестов, писатель
- 1918 — Честное слово
- 1919 — Отец и сын (короткометражный) — крестьянин
- 1919 — Сестра декабриста — князь Андрей, декабрист
- 1920 — Хвеська — доктор
- 1921 — Арсен Джорджиашвили — Воронцов-Дашков
- 1923 — Человек человеку волк  (фильм, 1923) — Картер, сыщик
- 1924 — Три жизни
- 1928 — Лавина — Иван Чистяков, профессор геологии
- 1930 — Под чёрным крылом — генерал
- 1937 — Арсен — барон Розен
- 1938 — Великое зарево — генерал
- 1941 — Сабухи — Воронцов
- 1942 — Георгий Саакадзе — русский посол
- 1943 — Давид-Бек — Посланник Папы
- 1946 — Давид Гурамишвили — Волынский
- 1947 — Колыбель поэта — директор гимназии

### Режиссёр
- 1917 — Козы… козочки… козлы…
- 1917 — Опять на родине
- 1917 — Портрет министра
- 1917 — Приключения Стецюры
- 1918 — 37-й № каторжной тюрьмы
- 1918 — Жертва вечерняя
- 1918 — Клятвой спаянные
- 1918 — Любовь… ненависть… смерть…
- 1918 — Ночевала тучка золотая
- 1918 — Пляска скорби и суеты
- 1918 — Честное слово
- 1919 — Два гусара
- 1919 — Отец и сын (короткометражный)
- 1919 — Сестра декабриста
- 1920 — В дни борьбы (короткометражный)
- 1920 — За что?
- 1921 — Арсен Джорджиашвили
- 1922 — Сурамская крепость
- 1923 — Красные дьяволята
- 1923 — Человек человеку волк
- 1924 — Три жизни
- 1925 — Дело Тариэла Мклавадзе
- 1926 — Иллан Дилли
- 1926 — Наказание княжны Ширванской
- 1926 — Преступление княжны Ширванской
- 1926 — Савур-могила
- 1927 — В трясине
- 1927 — Двуногие
- 1928 — Лавина
- 1928 — Сплетня
- 1929 — Замаллу
- 1929 — Скандал?
- 1929 — Солнце на повороте
- 1930 — Ануш
- 1932 — Лодырь
- 1933 — Свет и тени
- 1937 — Два друга (короткометражный)

### Сценарист
- 1916 — Гриф старого борца
- 1917 — Когда цветёт сирень
- 1917 — Козы… козочки… козлы…
- 1917 — Портрет министра
- 1917 — Приключения Стецюры
- 1917 — Революционер
- 1918 — 37-й № каторжной тюрьмы
- 1918 — Ева
- 1918 — Клятвой спаянные
- 1918 — Ночевала тучка золотая
- 1918 — Честное слово
- 1919 — Беглец (короткометражный)
- 1919 — Сестра декабриста
- 1920 — В дни борьбы (короткометражный)
- 1920 — За что?
- 1921 — Арсен Джорджиашвили
- 1922 — Сурамская крепость
- 1923 — Красные дьяволята
- 1926 — Наказание княжны Ширванской
- 1926 — Преступление княжны Ширванской
- 1926 — Савур-могила
- 1927 — Двуногие
- 1928 — Лавина
- 1929 — Замаллу
- 1929 — Солнце на повороте
- 1930 — Ануш
- 1937 — Два друга (короткометражный)
- 1941 — Форпост(короткометражный)
- 1943 — Жена гвардейца (короткометражный)

## Награды
- орден «Знак Почёта» (01.02.1939)[5]
- орден Трудового Красного Знамени (14.04.1944[6]; 06.03.1950[7])
- народный артист Грузинской ССР (1949)[8]